# Ptychadena schillukorum
Ptychadena schillukorum és una espècie de granota que viu a Angola, Burkina Faso, Camerun, República Democràtica del Congo, Egipte, Eritrea, Etiòpia, Ghana, Kenya, Malawi, Moçambic, Senegal, Somàlia, el Sudan i Tanzània.